# I mi smo branili Hrvatsku: Romi u Domovinskom ratu
Monografija I mi smo branili Hrvatsku: Romi u Domovinskom ratu autora Borne Marinića napisana je na inicijativu saborskog zastupnika Veljka Kajtazija. Objavio ju je Savez Roma u Republici Hrvatskoj "KALI SARA". Promocija monografije održana je 28. studenoga 2019. u Zagrebu pod pokroviteljstvom Ministarstva obrane Republike Hrvatske i Ministarstva hrvatskih branitelja.
Monografija donosi niz svjedočanstava pripadnika romske nacionalne manjine koji su u različitim dijelovima Hrvatske, od istočne Slavonije do karlovačkog područja, dali svoj doprinos u Domovinskom ratu.  Pisanih izvora bilo je malo. Stoga je autor posegnuo prikupljanju podataka od samih protagonista tih događanja. Pri tome je razgovarao s više od pedesetero Roma koji su sudjelovali u Domovinskom ratu.
Savez Roma u Republici Hrvatskoj “Kali Sara” je 2020. godine također na inicijativu Veljka Kajtazija producirao dokumentarni film Romi u Domovinskom ratu u trajanju od 52 minute. Film se nastavlja na istraživanja provedena u sklopu rada na monografiji. Promocija filma održana je 7. studenoga 2020. godine u Valpovu, u sklopu obilježavanja Svjetskog dana romskog jezika. Film proučava ulogu, doprinos i iskustva hrvatskih branitelja romske nacionalne manjine u Domovinskom ratu posredstvom dokumentarnih materijala i osobnih svjedočanstava sudionika, 
Romi su se u Domovinsk rat uključivali iz različitih dijelova Hrvatske: Slavonije, Kvarnera, Istre i Dalmacije. Sudjelovali su u raznim rodovima vojske, boreći se po bojištima Hrvatske za slobodu i nezavisnost zajedno s ostalim braniteljima.

## Vanjske poveznice
- [neaktivna poveznica]
- Ministarstvo obrane RH: U MORH-u održana promocija monografije o Romima u Domovinskom ratu
- Historiografija.hr – Borna Marinić: "I mi smo branili Hrvatsku: Romi u Domovinskom ratu"